# ナナイモ地域
ナナイモ地域（ナナイモちいき、英: District of Nanaimo）は、ブリティッシュコロンビア州の地方行政区の1つ。バンクーバー島の西中央部に位置する。

## 主な都市
- ナナイモ （Nanaimo）
- パークスビル （Parksville）